# Whiterow
Whiterow is een dorp ongeveer 2 kilometer ten zuidoosten van Wick in de Schotse lieutenancy Caithness in het raadsgebied Highland.